# 戴維斯維爾冰川
85°17′S 128°30′W / 85.283°S 128.500°W
戴維斯維爾冰川（英語：Davisville Glacier）是南極洲的冰川，位於瑪麗伯德地，全長60公里，流經威斯康辛山脈北坡，美國地質調查局根據測量和該國海軍的空中照片繪入地圖。